# Бузковий колір
Бузковий — колір, до якого входять блідо-фіолетові відтінки, кольори більшості сортів бузкових квітів. Його також можна описати як рожево-бузковий або світло-блакитний. Кольори деяких квіток бузку можуть бути ідентичними блідо, яскраво або насичено бузковому. Не лише квіти бузку можуть бути бузкових кольорів.
Перше використання бузковий як назви кольору в англійській мові було зафіксоване у 1775 році.

## Варіації

### Блідо-бузковий

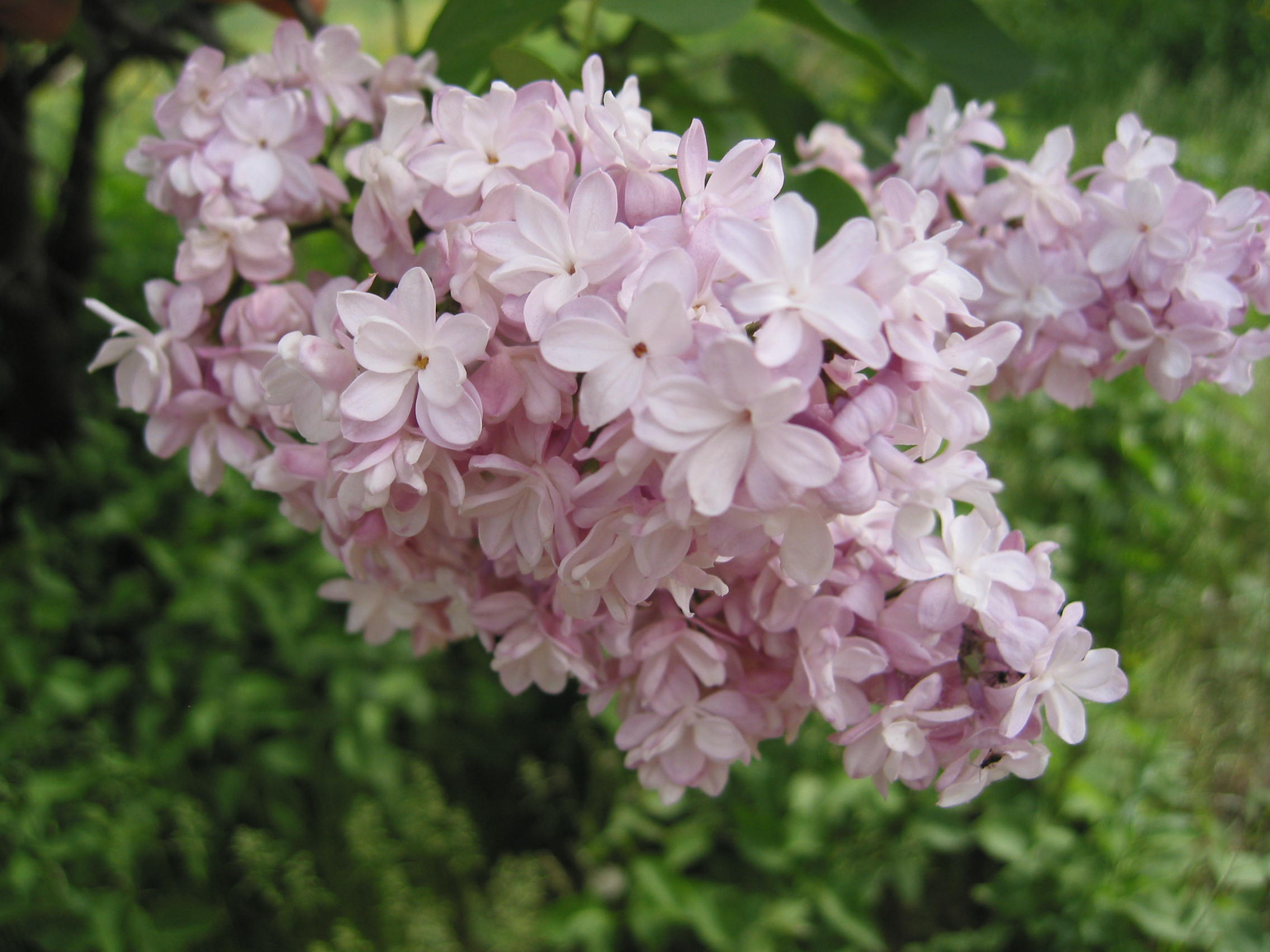
Квітки блідо-бузкового кольору

Блідо-бузковий — це колір, представлений як бузковий у системі кольорів ISCC–NBS. Джерелом цього кольору є зразок 209 у Словнику назв кольорів ISCC-NBS (1955).

### Яскраво-бузковий

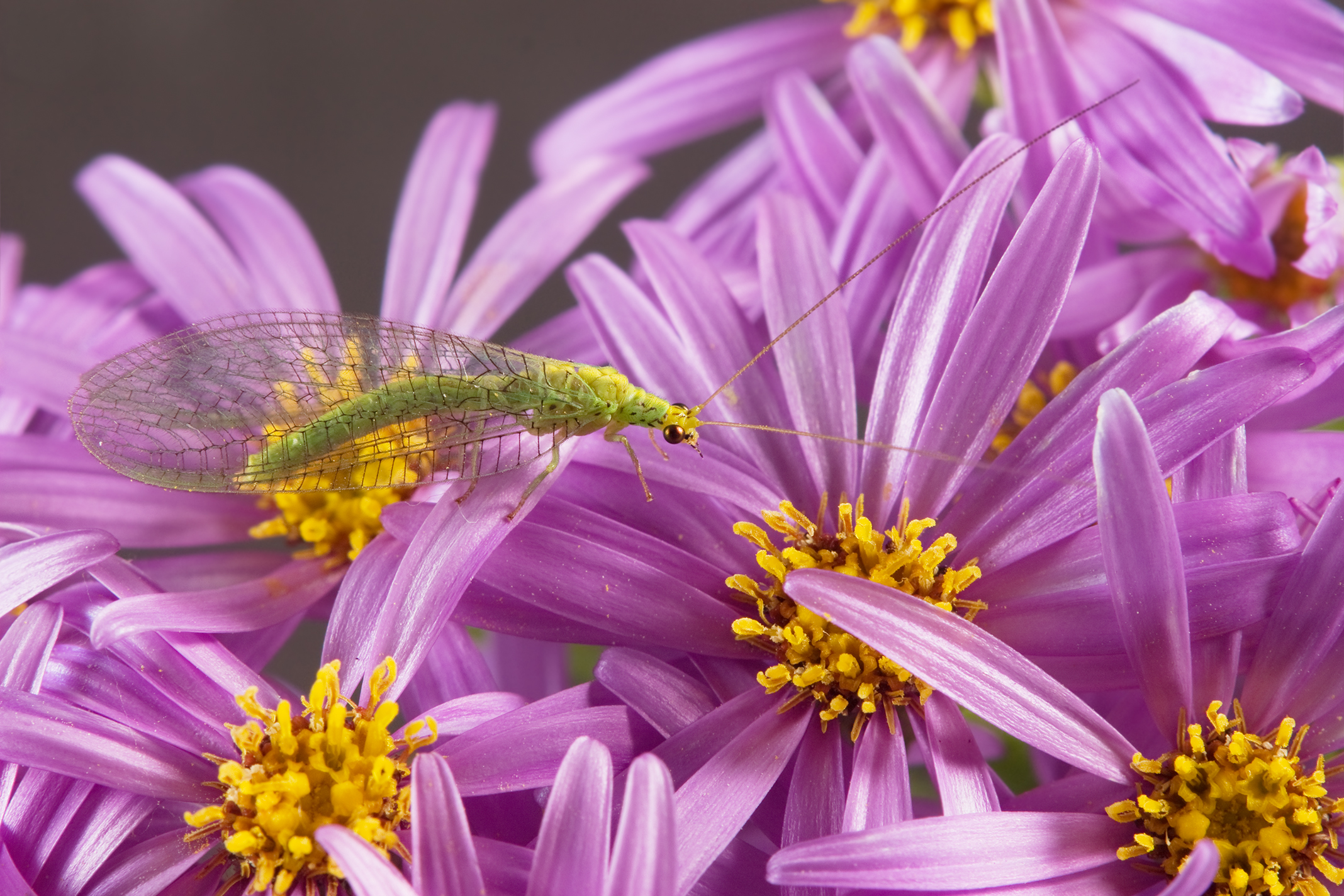
Яскраво-бузкова квітка

Яскраво-бузковий колір, який компанія Crayola, що виробляє кольорові крейди, назвала бузковим у 1994 році, як один із кольорів у спеціальній добірці кольорів Magic Scent . 

### Насичений бузковий

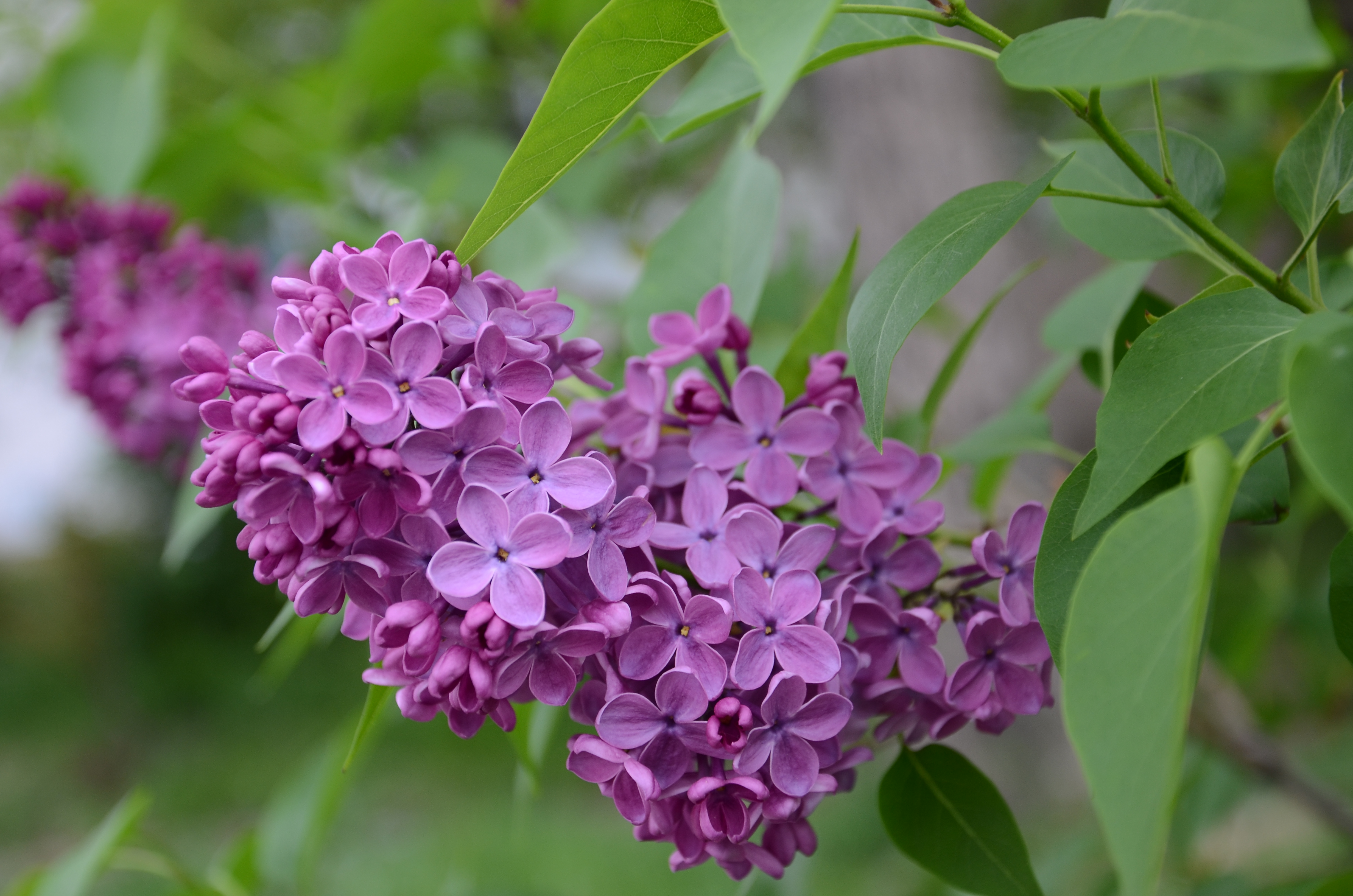
Яскраво-бузковий

Насичений бузковий, також називається бузковим у списку кольорів на Pourpre.com, класифікації, що популярна у Франції. Ще одна назва цього кольору — яскравий французький бузковий.

#### Французький бузковий
Колір «Французький бузок» був виокремлений для використання в дизайні інтер'єру, коли необхідно, щоб це не був насичений темно-фіолетовий колір. Перше використання французького бузкового як назви кольору англійською мовою зафіксували у 1814 році. 

## Поширення

### У природі
Колір можна бачити на сиворакші рожевоволій з родини сиворакшових. Птах широко поширений у Субсахарській Африці та на південному Аравійському півострові.

### У культурі
Бузковий був кольором трауру в англійській та європейській культурах.